# Steinberg am See
Steinberg am See é um município da Alemanha, situado no distrito de Schwandorf, no estado da Baviera. Tem 20,22 km² de área, e sua população em 2019 foi estimada em 1.956 habitantes.